# 雨林

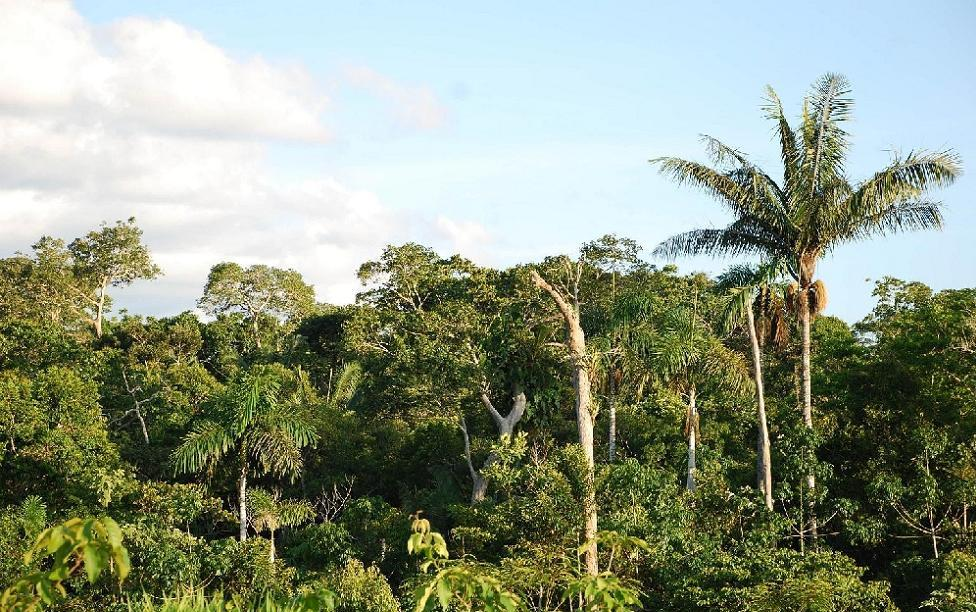
在南美洲的热带雨林

雨林是雨量甚多的生物區系。雨林依位置的不同分热带雨林和溫帶雨林。雨林大多数靠近赤道，在赤道经过的非洲、亚洲和南美洲都有大片的雨林。湿润的气候保证了树和植物的快速生产。同时，树和植物也为雨林中的成千上万种生物提供了食物和庇护所。雨林曾經覆蓋了14%地球土地表面，但現在只剩下6－8%土地表面，即整體表面的2%。虽然雨林只覆盖地球的6%的土地，但却有一半以上的动物和植物的品种在雨林中出现。
雨林有時被稱為「世界最大藥廠」，因為大量自然藥物或藥物的原材料都在雨林中找到。全球所用的藥物中，幾乎一半來自雨林。科學家相信更多疾病的解藥將來可以在雨林中找到。雨林地区往往有大河流过，如南美洲的亚马逊河。许多雨林在一年中有几个月会暴发洪水。

## 熱帶地区

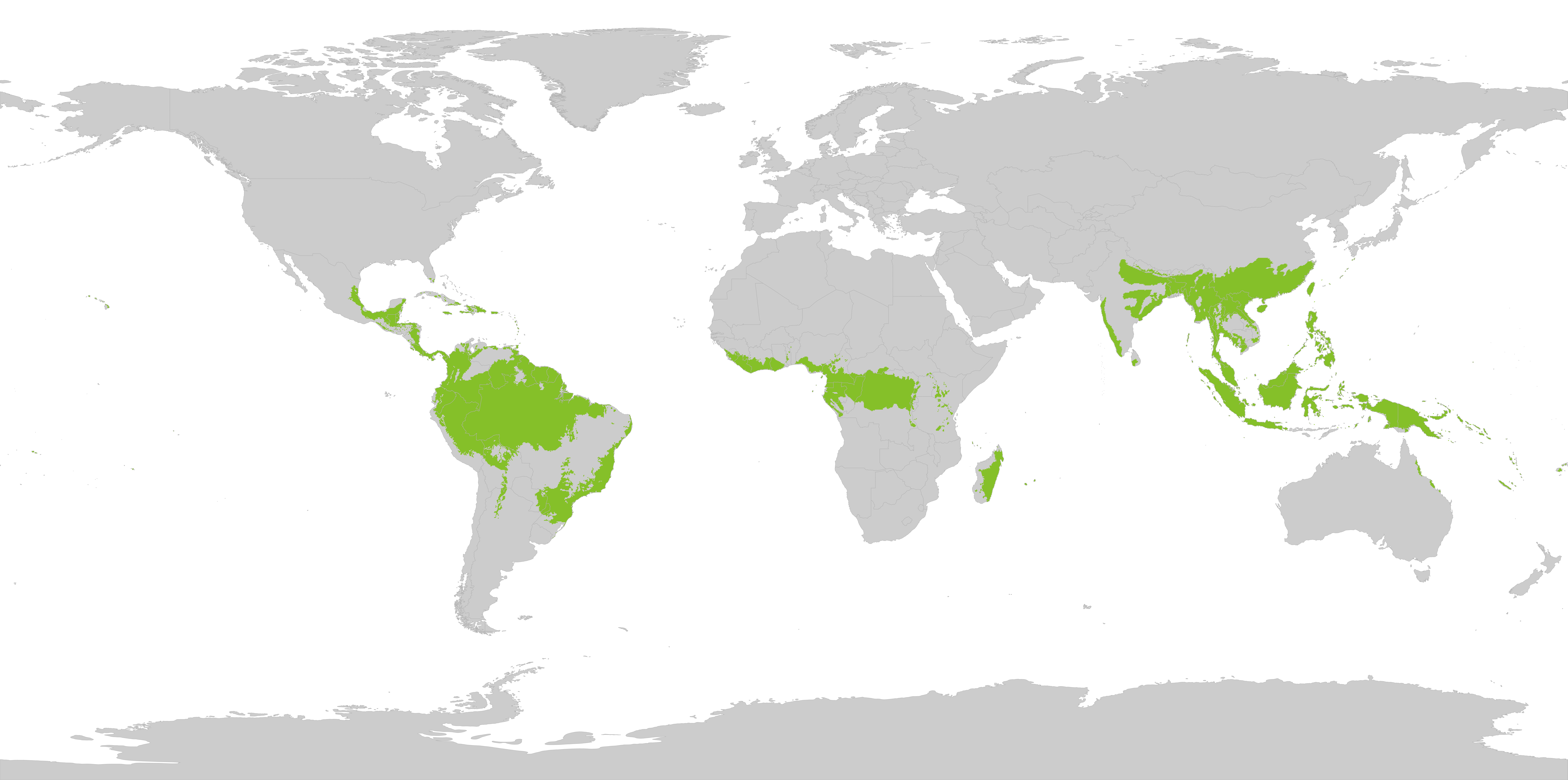
熱帶雨林的分布

热带雨林的特征可以用两个词概括：温暖、潮湿。全年月度平均气温超过18 °C（64 °F）。全年平均降水量不少于1,680 mm（66英寸），并可能超过10,000 mm（390英寸），尽管通常情况下一般是在1,750 mm（69英寸）到2,000 mm（79英寸）之间。
全世界大多数雨林都位于季风槽地带，又被称作熱帶輻合帶。热带雨林目前分布在东南亚（从缅甸到菲律宾、马来西亚、印度尼西亚、巴布亚新几内亚以及澳大利亚东北部）、斯里兰卡、撒哈拉以南非洲（从喀麦隆到刚果）、南美（如亚马逊雨林）、中美以及太平洋三大島群。热带雨林曾被称作“地球之肺”，但是目前的研究结果表明，雨林通过光合作用对于大气中氧气的净增加量并不多。

## 温带地区

温带雨林的分布。

尽管雨林覆盖了全球很大一部分区域，但温带雨林只见于全球极少数区域。温带雨林是指在温带地区生长的雨林，它们分布于北美（太平洋西北地区、英属哥伦比亚海岸以及乔治王子城以东的内陆雨林）、欧洲（不列颠群岛部分地区，例如爱尔兰、苏格兰海岸地区，挪威南部，巴尔干半岛亚得里亚海岸区域，西班牙西北部以及黑海东部海岸，包括格鲁吉亚、土耳其）、东亚（中国华南地区、日本韩国大部、台湾、库页岛以及俄罗斯远东地区）、南美（智利南部）以及大洋洲的澳大利亚和新西兰。

## 分层
一个热带雨林系统通常分成四个主要层次，每层都有适应该区域的不同的植物和动物，这四层是：露生層、树冠层、灌木层和地面层。 

### 露生層
露生層包括一部分非常高大的树，它们高过通常的林冠，达到45-55米，有些种类有时可以长到70-80米高。它们需要能够忍耐高温和强风。鹰、蝴蝶、蝙蝠以及部分种类的猴子在该层栖息。

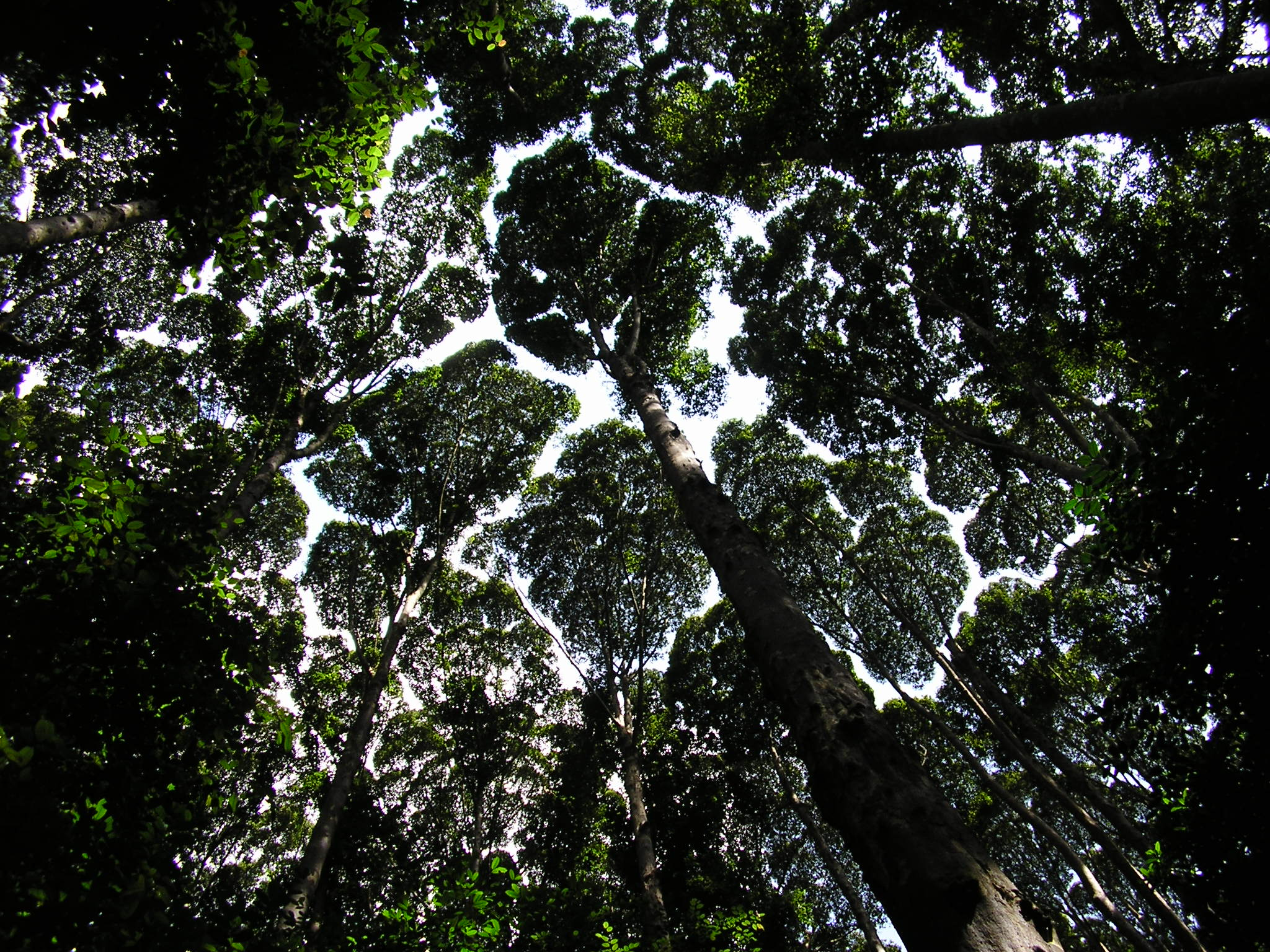
马来西亚森林研究院的林冠，呈現明顯的樹冠羞避現象

### 树冠层
树冠层是绝大部分较大树种所在的层，通常高度为30（98英尺）到45（148英尺）。在由相邻的树冠树叶相连而成的林冠中，物种多样性最高。据部分估计，50%的树种在这一层中，这样可能地球上一般的生命都能在这层找到。附生植物连接樹幹和樹枝，从雨水和寄主植物上的沉积物中获得水和矿物质。树冠层的动物种类同露生層类似，但是有更多多样性。四分之一的昆虫被认为生长在雨林林冠中。

### 灌木层
灌木层位于树冠层和地面层之间。灌木是很多鸟类、蛇类、蜥蜴以及捕食者例如美洲豹、蚺、豹的栖息地。在该层的叶子会长的更大。只有5%的阳光能穿过林冠照射到灌木层。

### 地面层

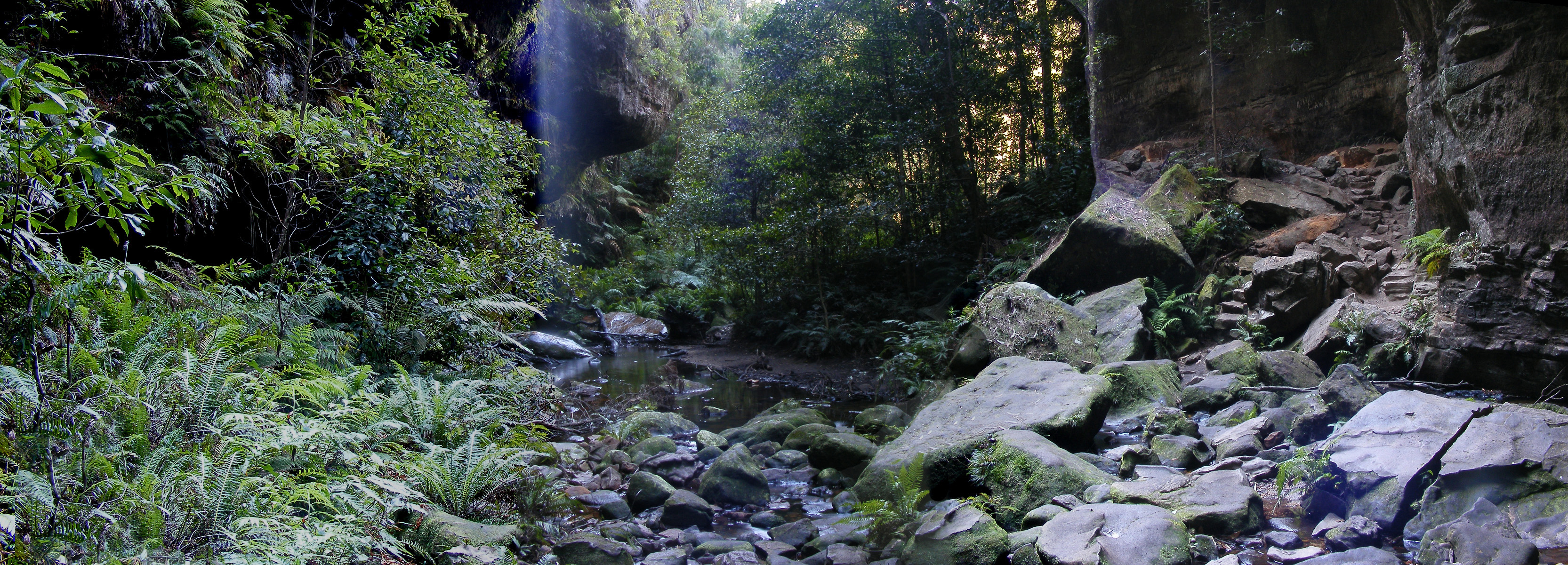
在澳大利亚蓝山的雨林

地面层是最底层，只能得到2%的阳光。只有适应了低光环境的植物才可以在该层生存。除了河岸、沼泽和空地有较密的下层林丛外，大部分地方因为少有阳光照射而植被较少。

## 对全球环境的影响
天然雨林释放氧气并吸收大量的二氧化碳。从全球角度来看，长期的效应大致是平衡的，因此未受外界影响的雨林对于大气中二氧化碳含量有很小的净影响，但是它们可能会有其他对气候的影响（比如通过对水蒸汽的循环而对云层形成产生影响）。但是目前已经没有雨林可以被认为是不受外来影响的。人类的大规模采伐是导致雨林开始释放大量二氧化碳的罪魁祸首，当然还有其他人为或自然原因导致树木死亡，比如火灾和旱灾。一些考虑植被交互影响的环境模型预测，在2050年由于旱灾、树林死亡以及因此释放的更多的二氧化碳，亚马逊雨林会遭受重大损失。

## 人类利用

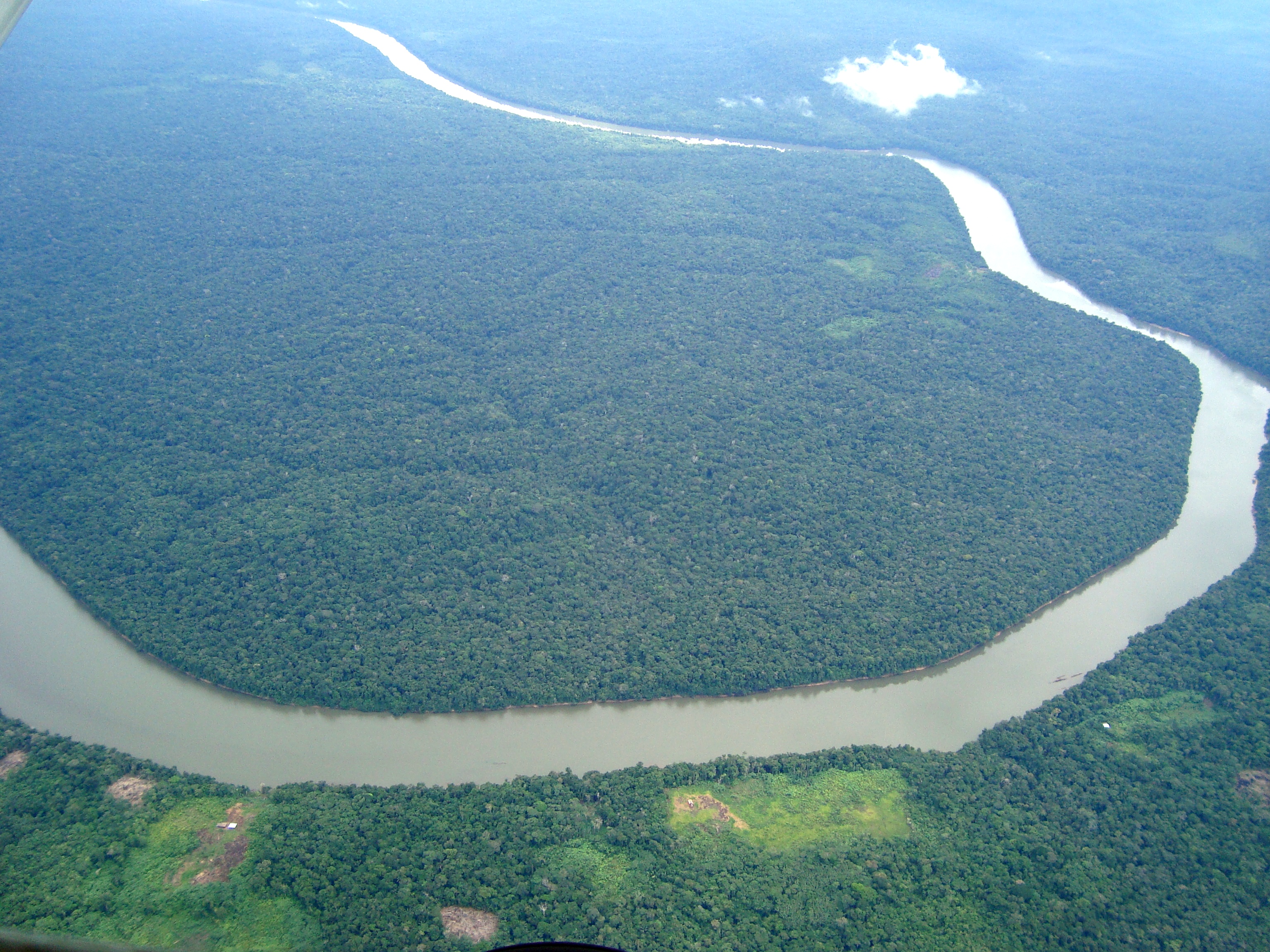
从飞机上航拍亚马逊雨林。

热带雨林提供木材和动物产品。雨林还可以作为旅游目的地和生态系统服务创造价值。许多食物最初来自于热带雨林，而且至今仍主要在原先是雨林的种植园中生长。另外，草本植物药物常用来治疗感冒、真菌感染、烧伤、胃肠道问题、疼痛、呼吸问题以及伤口处理。

### 森林开伐

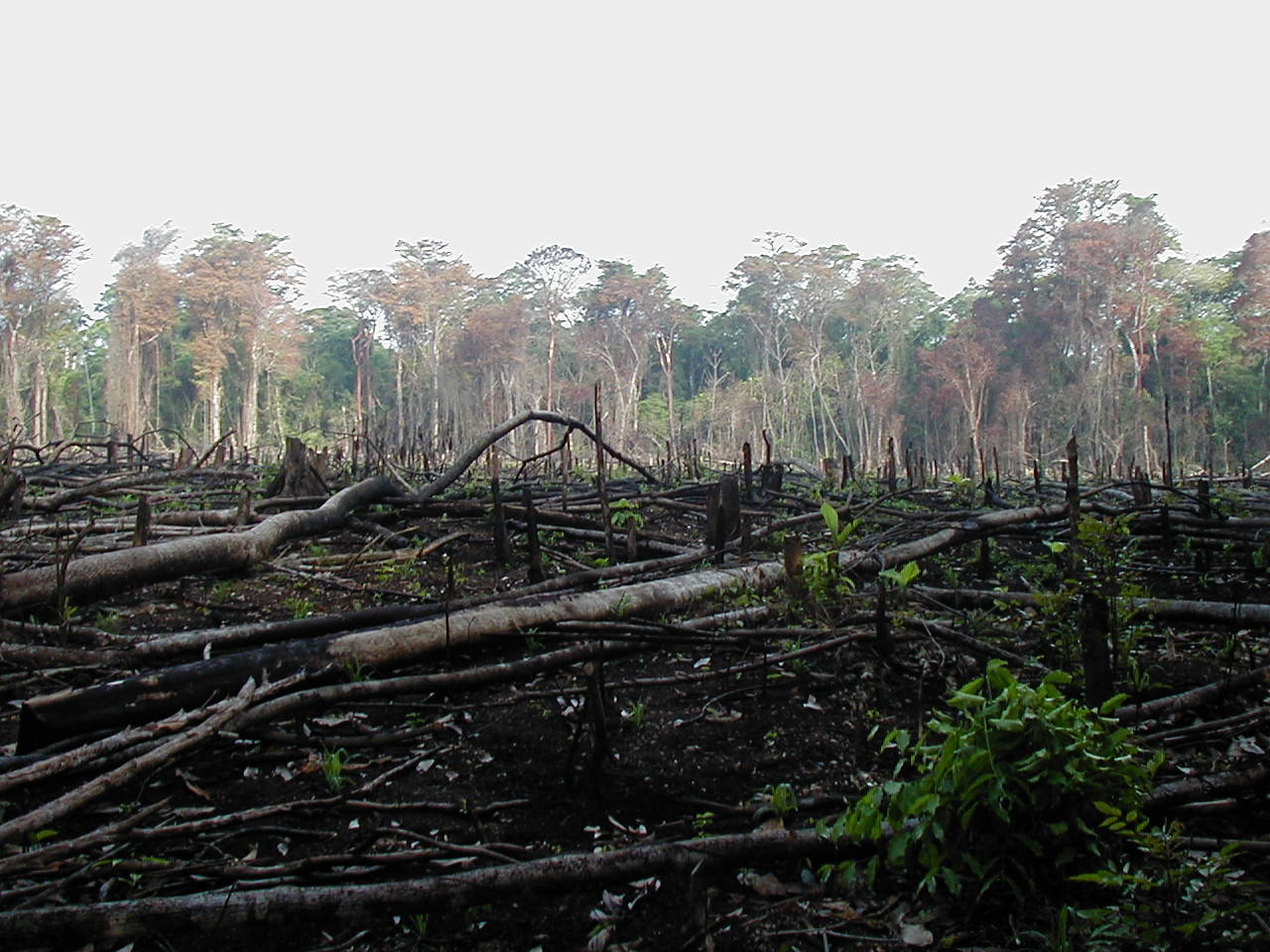
在墨西哥南部，为了发展农业丛林被烧毁。

整个20世纪，热带、温带雨林都是大量采伐和农业开荒的对象，全世界雨林覆盖区域面积在不断萎缩。生物学家预计，由于雨林破坏失去栖息地，大量物种都面临灭绝的命运（每年大概超过5万种，按照这样的速度，在50年内大概四分之一的地球物种都会消失）。
雨林萎缩的另一大诱因是城市区域的扩张。
森林在以很快的速度消亡。西非有接近九成的雨林已经被破坏。在人类到达马达加斯加的2千年来，该地已经损失了最初雨林面积的三分之二。依照现有的速度，印度尼西亚的热带雨林会在10年内被砍伐殆尽，巴布亚新几内亚的雨林也会在13-16年内消失。

## 外部連結
- Sciscape 新聞 Jan 13, 2006: 古老的雨林
- 绿色和平关于保护雨林的资料 （页面存档备份，存于）